# Violette Maurice
Cet article concerne la résistante française. Pour la collaboratrice de la Gestapo, voir Violette Morris.
Violette Maurice (née le 23 mars 1919 à Saint-Étienne et morte dans cette même ville le 21 novembre 2008) est une résistante, poétesse et écrivaine française.

## Biographie
Née à Saint-Étienne, Violette Maurice est la fille de Robert Maurice, professeur agrégé d’anglais au lycée Claude-Fauriel de Saint-Étienne, résistant et poète.
Étudiante à Lyon, entrée en résistance à l’ « Appel du 18 juin », elle fonde à Saint-Étienne avec Claudius Volle et Denise Bonhomme le mouvement clandestin « 93 ». Avec eux se retrouvent d'autres jeunes : René Seyroux, Henri Perrin, Maurice Lafforgue, René Meilland, Roger Faure-Dauphin, Henri Falque. Ils obtiennent également le concours d'hommes plus âgés : outre Robert Maurice, Jean Rist, Antoine Rambaud, Marcel Peillon, Pierre Pascalini. Le mouvement publie un journal également nommé « 93 ».
Soupçonnée par la police de Vichy, Violette Maurice adhère début 1943 au réseau Mithridate à Lyon, où elle rencontre Jean Moulin qui lui donne la mission de regrouper les réseaux de résistance locaux.
Arrêtée le 9 octobre 1943 avec son père par la Gestapo, elle est incarcérée à la prison Montluc puis dirigée sur le camp de concentration de Ravensbrück dans le bloc N.N., où Geneviève de Gaulle-Anthonioz est également détenue. Elle y reste un an, avant d’être internée au camp de Mauthausen. Ses poèmes, écrits au cours de son expérience concentrationnaire ou plus tard, font revivre l'univers des camps de concentration, mais font aussi comprendre l'identité des déportés. Elle est libérée par la Croix-Rouge le 22 avril 1945.
Violette Maurice se consacre pendant vingt ans aux comités de vigilance pour la protection de l’enfance malheureuse fondés par Alexis Danan, puis à la Ligue internationale contre le racisme et l'antisémitisme. 
À partir de 1984, elle se consacre surtout à l’écriture de mémoires, à la poésie et aux témoignages de déportée résistante qu’elle apporte aux étudiants de la région.
Violette Maurice meurt le 21 novembre 2008 dans sa maison du Chasseur d’Horizons.

## Distinctions
- Officier de la Légion d'honneur (1989) au titre des droits de la femme.
- Médaille de la Résistance française (décret du 3 juillet 1946)[2]

## Ouvrages
- N.N., 1946, préface de Jean Nocher.
- Eaux mortes, 1978, l’Ile des poètes, (prix Diffusion poétique).
- Terres promises, 1978, l’Ile des poètes, (prix Clarté).
- Le poids de vivre, 1981, Maison Rhodanienne de Poésie.
- Pérennité, 1983.
- Les murs éclatés, 1990, Acte graphique, préface de Lucien Neuwirth.
- N.N., 1991, réédition Encre marine, préface de Marcel Conche.
- Résurgences, 1993, Acte graphique.
- Racines, 1995, La Bartavelle.
- Les voix de la mémoire (avec Marielle Larragia), 1999, Éditions lyonnaises d’art et d’histoire.
- N.N. dans Écrire, résister, 2001, réédition Encre marine.
- Incandescence, 2004, Encre marine.